# Derek Oldham
Derek Oldham (29 de marzo de 1887 – 20 de marzo de 1968) fue un cantante y actor británico, conocido principalmente por sus actuaciones como tenor en la Ópera Savoy de la Compañía D'Oyly Carte Opera.
Tras actuar en conciertos como tiple y trabajar en un banco, Oldham inició su carrera profesional en 1914. Con el inicio de la Primera Guerra Mundial se unió a los Scots Guards, unidad en la que sirvió con valor. Tras la guerra entró a formar parte de la Compañía D'Oyly Carte Opera, cantando a lo largo de tres años papeles de tenor en las óperas de Gilbert y Sullivan. Después, en la década de 1920, trabajó en musicales y operetas en el circuito teatral del West End londinense, entre ellas Madame Pompadour, La viuda alegre,  Rose Marie y The Vagabond King.  Entre 1929 y 1937 volvió a actuar durante breves períodos en la D'Oyly Carte.  
Oldham siguió cantando, grabando y actuando en la década de 1940, además de intervenir en varios filmes. Sin embargo, en los años cincuenta se concentró en el teatro, estando activo hasta los setenta años de edad. A lo largo de su vida mantuvo un gran interés por Gilbert y Sullivan, siendo directivo de la Sociedad Gilbert and Sullivan, y en sus últimos diez años de vida decidió retirarse a Hampshire.

## Vida y carrera
Su verdadero nombre era John Stephens Oldham, y nació en Accrington, Inglaterra. Sus padres eran Thomas Oldham y Harriett Stephens. Tenía un hermano mayor, George, y una hermana. De niño, Oldham cantaba como tiple en oratorios (entre ellos el de Sullivan The Golden Legend y The Prodigal Son), conciertos (como "Neath My Lattice", de la pieza de Sullivan The Rose of Persia), y pantomimas. Además, en su juventud trabajó como empleado de banca y cantó en sociedades de aficionados a la ópera.
Su debut en el teatro profesional adulto tuvo lugar en 1914, interpretando a Julien en The Daring of Diane, una opereta de Alfred Anderson y Heinrich Reinhardt representada en el London Pavilion. Gracias al papel consiguió buenas críticas, entre ellas las del diarioThe Observer.  También ese año, en el Teatro Lyric fue el Bumerli de El soldado de chocolate, cosechando igualmente excelentes críticas. A finales del mismo año, tras iniciarse la Primera Guerra Mundial, entró en los Scots Guards, siendo destinado un año después al Regimiento East Lancashire, y ganando la Cruz Militar por su valentía en Macedonia en 1918. Durante la guerra formó un grupo musical para entretener a sus compañeros, y produciendo El soldado de chocolate no lejos de las líneas enemigas.

### D'Oyly Carte y los años de comedia musical
Oldham fue desmovilizado en julio de 1919, y al mes siguiente entró en la Compañía D'Oyly Carte Opera, en el momento en que la misma iniciaba su primera temporada en Londres en más de una década. Inmediatamente asumió primeros papeles de tenor en obras de Gilbert y Sullivan, entre ellos los de Alexis en The Sorcerer, Lord Tolloller en Iolanthe, Cyril en Princess Ida, Nanki-Poo en El Mikado, Coronel Fairfax en The Yeomen of the Guard, y Marco en The Gondoliers. Al año siguiente también encarnó a Ralph Rackstraw en H.M.S. Pinafore, Frederic en The Pirates of Penzance, y Richard Dauntless en Ruddigore. En 1921 sustituyó a Cyril por el Príncipe Hilarion de Princess Ida.

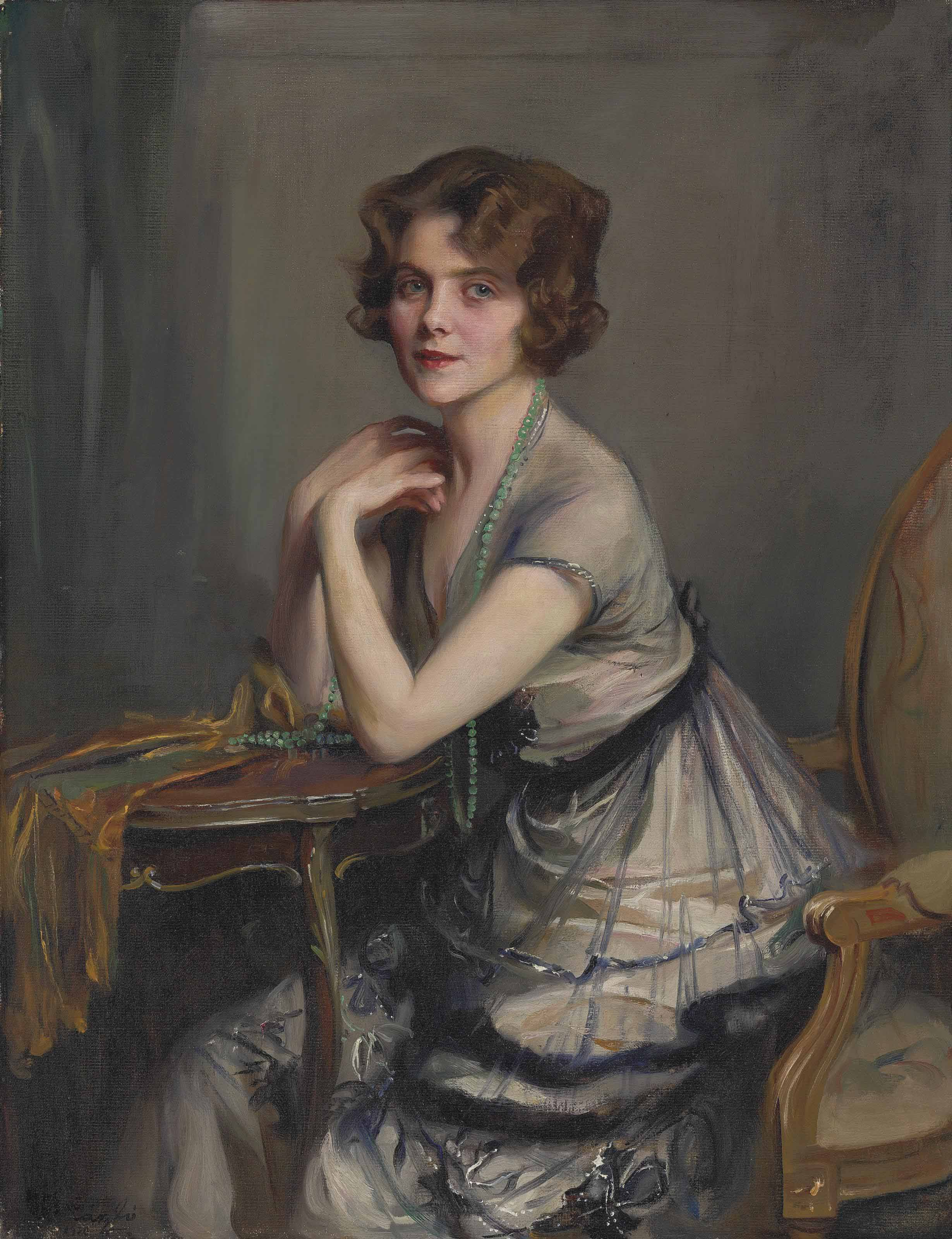
Winnie Melville (Philip de László, 1920)

Oldham dejó la D'Oyly Carte en 1922 para trabajar en un gran número de musicales y operetas a lo largo de los años veinte en el Teatro Drury Lane y otros locales del West End. Su primer musical fue Whirled into Happiness en el Teatro Lyric, interpretando a Horace Wiggs, siendo la primera intérprete femenina su futura esposa, Winnie Melville, con la que se casó en 1923. Ella entraría más tarde en la D'Oyly Carte Opera como primera soprano. Otros musicales en los cuales actuó Oldham fueron Madame Pompadour (1923, como Rene), La viuda alegre (1923, como Camille), y Rose Marie (1925, como Jim). En 1927, Oldham y Melville protagonizaron juntos el estreno europeo de The Vagabond King, él como François Villon y ella como Katherine de Vaucelles. El matrimonio se separó en 1933, divorciándose posteriormente, y falleciendo Melville en 1937.
Oldham volvió en varias ocasiones a D'Oyly Carte, actuando en la temporada 1929–30 y en giras con sus viejos papeles de Ralph, Frederic, Tolloller, Hilarion, Nanki-Poo, Fairfax, y Marco.  En la temporada 1934–35 representó esos papeles en la primera gira de importancia de la compañía por los Estados Unidos. En 1936, durante la temporada de representaciones en el Teatro Sadler's Wells, fue Hilarion, y fue primer tenor también en la temporada 1936–37, la cual incluía una nueva gira americana, siendo la presencia de Oldham una de las condiciones demandadas por los promotores estadounidenses. Durante una noche de esa gira, él y Sylvia Cecil fueron acompañados por la compañía para cantar "Prithee, pretty maiden", de la obra Patience, en la inauguración del mandato del Presidente Franklin Delano Roosevelt en la Casa Blanca.

### Últimos años
Oldham más adelante actuó en diferentes musicales y obras de teatro, entre ellas The Song of the Drum, en el Drury Lane, en el papel del Capitán Anthony Darrell (1931). También trabajó en el Royal Albert Hall interpretando a Chibiabos en Hiawatha en 1938, bajo la dirección de Malcolm Sargent. A partir de 1948 desarrolló una carrera como cantante de lied y de recitales, trabajando también como actor de carácter en obras no musicales. Su último papel en Londres fue el de Dr. Stoner en la pieza de Agatha Christie Veredicto (1958). En su faceta de actor cinematográfico, entre 1934 y 1957 actuó en varios largometrajes.
El 29 de febrero de 1940 el personaje Frederic se hizo mayor de edad, como se describía en el segundo acto de The Pirates of Penzance. Esta era una fecha significativa para cualquier tenor de Gilbert y Sullivan. En Nueva York, la revista de la Sociedad Gilbert y Sullivan, "The Palace Peeper", marcó el evento publicando una oda original a Frederic, en la cual se honraba a Oldham como el arquetipo del romántico Frederic. Como miembro de la Sociedad Gilbert y Sullivan en Londres desde 1924, Oldham fue elegido Vicepresidente de la misma en 1947.
En su última década de vida Oldham vivió retirado en la Isla Hayling, en Hampshire (Inglaterra), aunque visitaba Londres a menudo. En la fiesta de despedida que D'Oyly Carte organizó al final de la temporada 1961–62 en el Teatro Savoy de Londres, Oldham actuó como presentador y animador. Derek Oldham falleció en Portsmouth, Inglaterra, en 1968, justo antes de cumplir los 81 años de edad.

## Grabaciones y cine
Oldham cantó papeles de primer tenor en diecinueva grabaciones de óperas HMV Savoy, algunas de ellas resumidas. Esos papeles fueron: Acusado en Trial by Jury (1928), Alexis en The Sorcerer (1933), Frederic en Pirates (1920, 1929 y 1931), el Duque de Dunstable en Patience (1930), Conde Tolloller en Iolanthe (1922 y 1929), Hilarion en Princess Ida (1924 y 1932), Nanki-Poo en El Mikado (1926 y 1936), Richard Dauntless en Ruddigore (1924 y 1931), Coronel Fairfax en Yeomen (1920, 1928 y 1931) y Marco en The Gondoliers (1927 y 1931). Además de las óperas Savoy, Oldham también hizo numerosas grabaciones de canciones, musicales y operetas.
En cuanto al cine, Oldham actuó en varias películas entre 1934 y 1957, entre ellas The Broken Rosary (1934, como Giovanni), Charing Cross Road (1935, como Jimmy O'Connell), Melody of My Heart (1936, como Joe Montfort), y Dangerous Exile (1957, como William).